# Henry Cros
César Isidore Henry Cros (Narbonne, 16 novembre 1840 – Sèvres, 31 gennaio 1907) è stato un pittore, scultore e ceramista francese.

## Biografia
È il fratello dell'inventore e poeta Charles Cros (1842-1888) e di Antoine-Hippolyte Cros (1833-1903), terzo sovrano dell'effimero Regno di Araucanía e Patagonia.
Nato in una famiglia di intellettuali, Henry Cros ha imparato a dipingere nel 1854. Ha seguito l'insegnamento degli scultori François Jouffroy e Antoine Étex e del pittore Jules Valadon alla Scuola Nazionale di Belle Arti di Parigi. Iniziò al Salon del 1861 presentando un busto di suo fratello Charles Cros. Nel 1863 partecipò al Salon des refusés. Successivamente, si rivolse al ritratto scolpito.
Cros dopo aver studiato gli antichi procedimenti della pittura all'encausto e a cera espose i risultati delle sue ricerche nel saggio L'encaustique et les autres procédés de peinture chez les anciens (1884) e dipinse con queste tecniche piccoli ritratti e scene mitologiche di gusto arcaicizzante.
Negli stessi noduli, ricavati principalmente dall'arte attica, realizzò sculture in bronzo, in marmo e in cera. Successivamente i suoi studi riguardanti i vetri dell'antichità lo portarono a scoprire un procedimento di fabbricazione della pasta vitrea simile a quello dei Greci: nell'interno della matrice in terra refrattaria, ricavata dall'originale, applicava strati di polvere di vetro colorato, riempiendo poi di vetro bianco macinato la forma che, dopo la cottura, veniva spezzata.
Dal forno di Cros uscirono, tra l'altro, una Circe, una serie di Maschere, fontane murali, camini monumentali e una magniloquente Apoteosi di Victor Hugo.

## Opere
In Belgio
- Bruxelles, Museo reale delle belle arti del Belgio : La Gorgone, pasta vitrea patinata e lucidata con agata, 1904;

In Francia
- Avignone, Museo Calvet : Le Prix du tournoi, bassorilievo in cera, 1873;
- Digione, Museo delle belle arti di Digione : Buste d'Henri Navier, gesso;
- Champs-sur-Marne, École des Ponts ParisTech : L'Ingénieur Navier, busto in marmo, 1885;
- Fabrezan : Buste de Charles Cros, bronzo fuso moderno, 1860;
- Limoges, musée national de la porcelaine Adrien-Dubouché :
  - La Source gelée et le soleil, bassorilievo in vetro fuso;
  - La Verrerie antique, bassorilievo in vetro;
  - Le Fil d'Ariane, bassorilievo in vetro.
- Nantes, Musée des beaux-arts, quattro busti in gres smaltato sul tema delle stagioni;
- Narbona, musée d'art et d'histoire : Portrait du fils de l'artiste, pittura a cera;
- Nogent-le-Rotrou, musée municipal : Buste de Rémy Belleau, marmo.
- Parigi :
  - École normale supérieure : Voltaire, busto in marmo, 1875;
  - Casa di Victor Hugo : Apothéose de Victor Hugo, vetro fuso, 1902-1905.
  - Musée des arts décoratifs de Paris :
    - La Muse Uranie, pittura a encausto su tavola, 1882;
    - Pastorale, vaso in pasta di vetro, verso 1895-1900;
    - L'Histoire du feu, bassorilievo, pasta vitrea, 1900;
    - Autoportrait, olio su tela, 1889.

  - Museo d'Orsay : 
    - Isabeau de Bavière, busto in cera dipinta, 1875;
    - Le prix du tournoi, bassorilievo in cera dipinta e parzialmente dorata, perle, 1873;
    - L'Histoire de l’Eau, fontana a muro, pasta vitrea policroma, 1893
    - Femme à la mandore, rilievo in cera dipinta, verso 1892

  - Petit Palais : Les Métaux, 1897, vaso in gres porcellanato;
  - Institut de France : Étienne Marc Quatremère, busto in marmo, 1888.
  - Museo nazionale di storia naturale di Francia : Isidore Geoffroy Saint-Hilaire, marmo.
- Sèvres, Città della ceramica :
  - L'Histoire du feu, bassorilievo in gesso, verso 1894;
  - Circé, bassorilievo in vetro fuso, 1889;
  - Gitane des Pyrénées, busto in terracotta colorata, 1882.
- Soissons, Arsenal-Musée de Soissons : Les Druidesses, bassorilievo in marmo, 1880.

Opere di Henry Cros
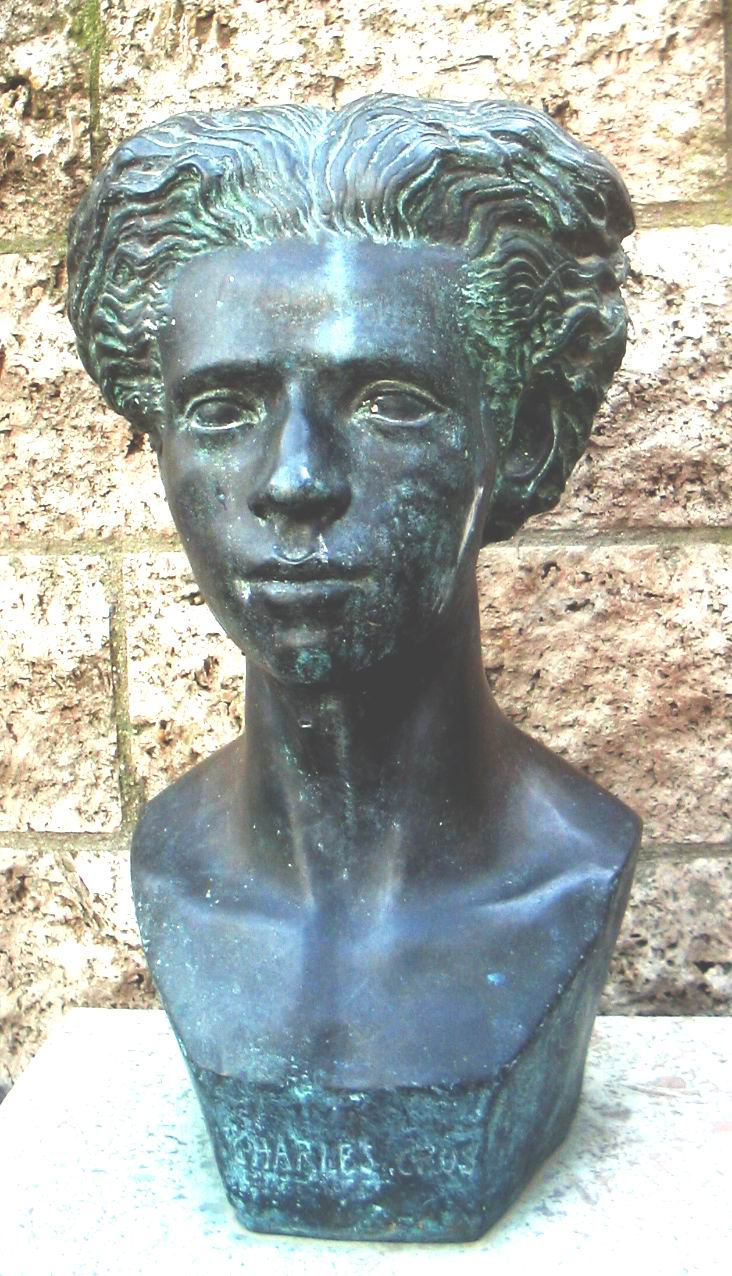
Charles Cros (bronzo fuso moderno, 1860), Fabrezan.
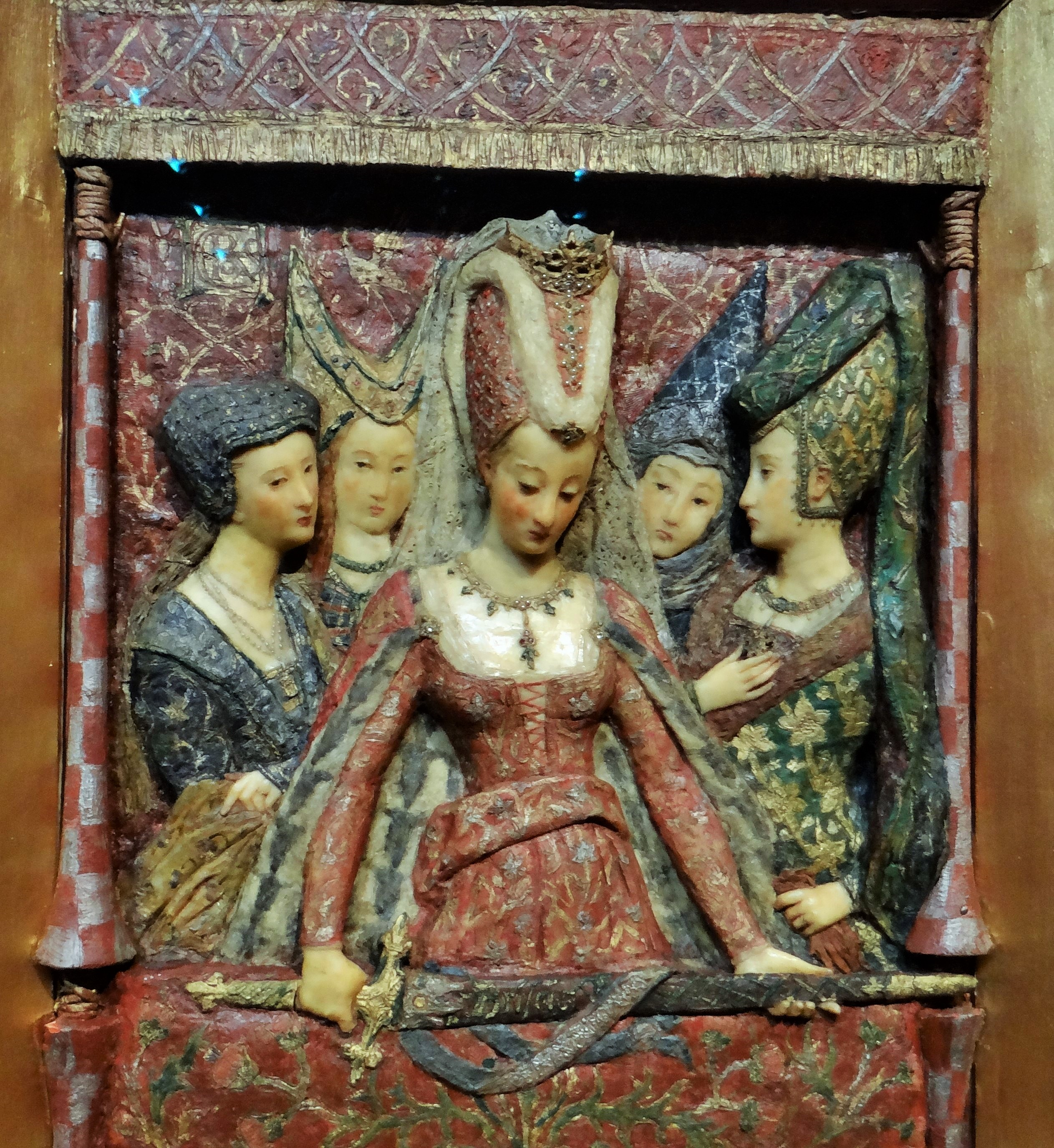
Le prix du tournoi, (1873), Parigi, Museo d'Orsay.
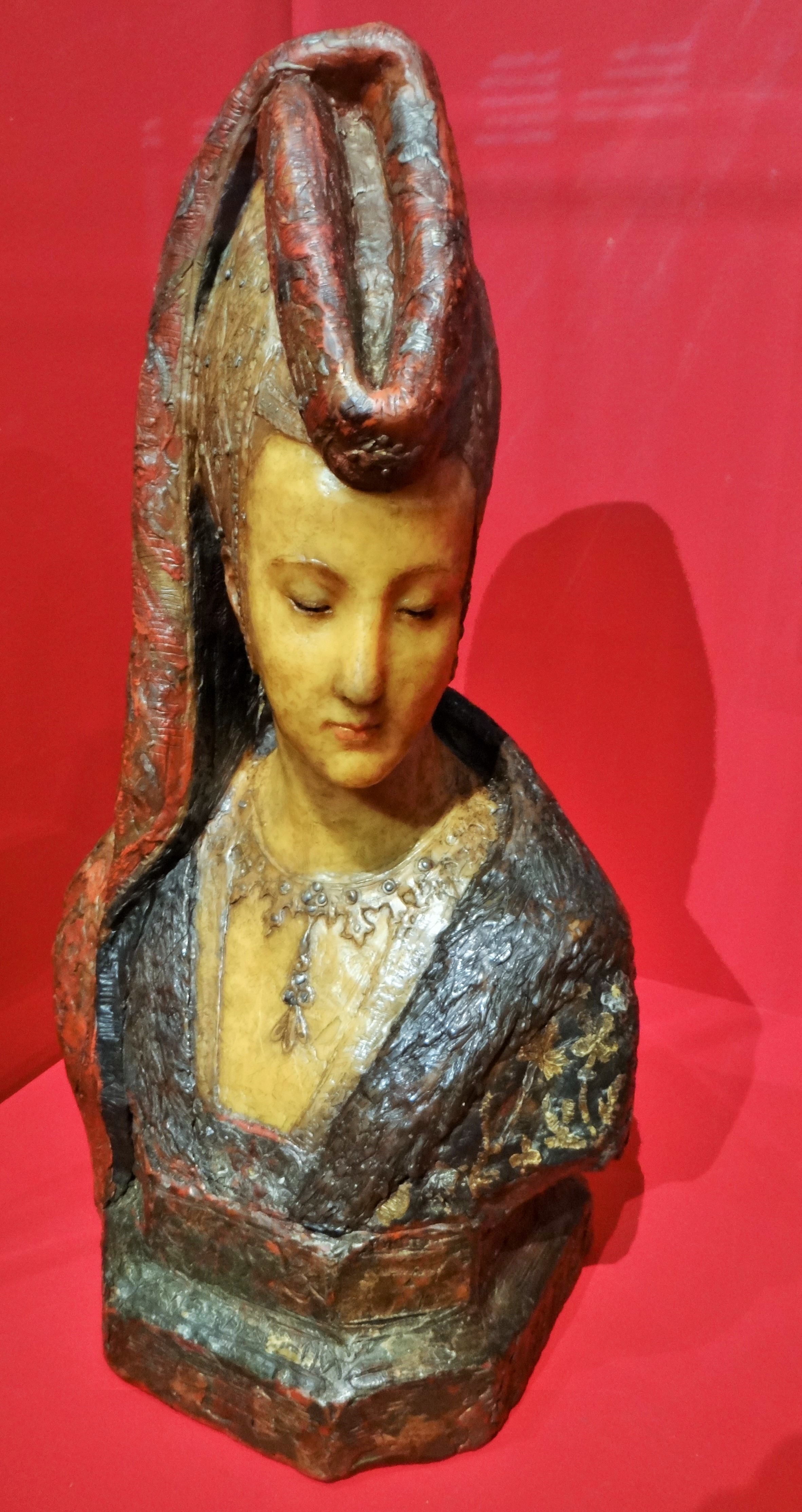
Buste d'Isabeau de Bavière, (1875), Parigi, Museo d'Orsay.
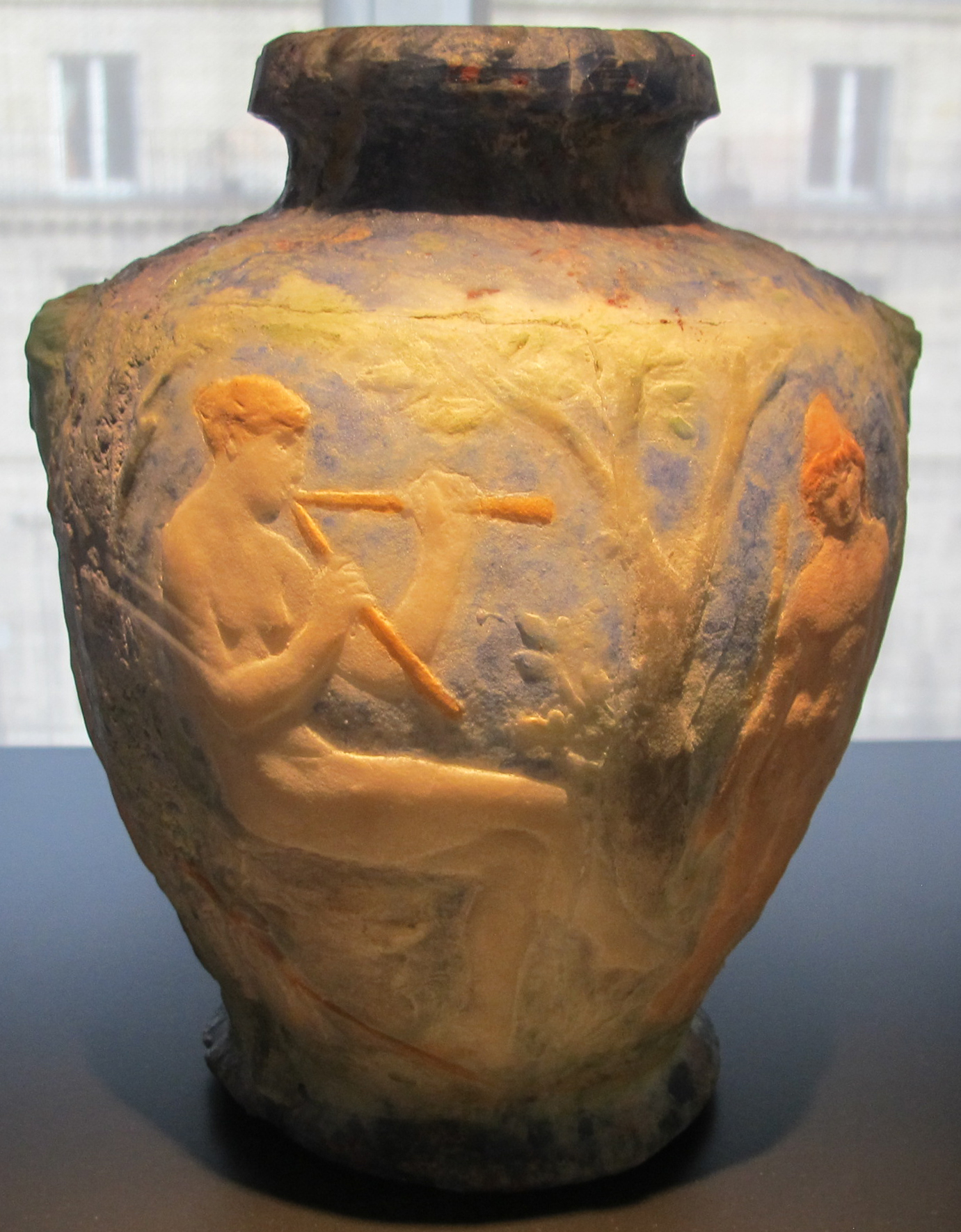
Vaso Pastorale (verso 1895-1900), vetro fuso, Parigi, Musée des arts décoratifs di Parigi.
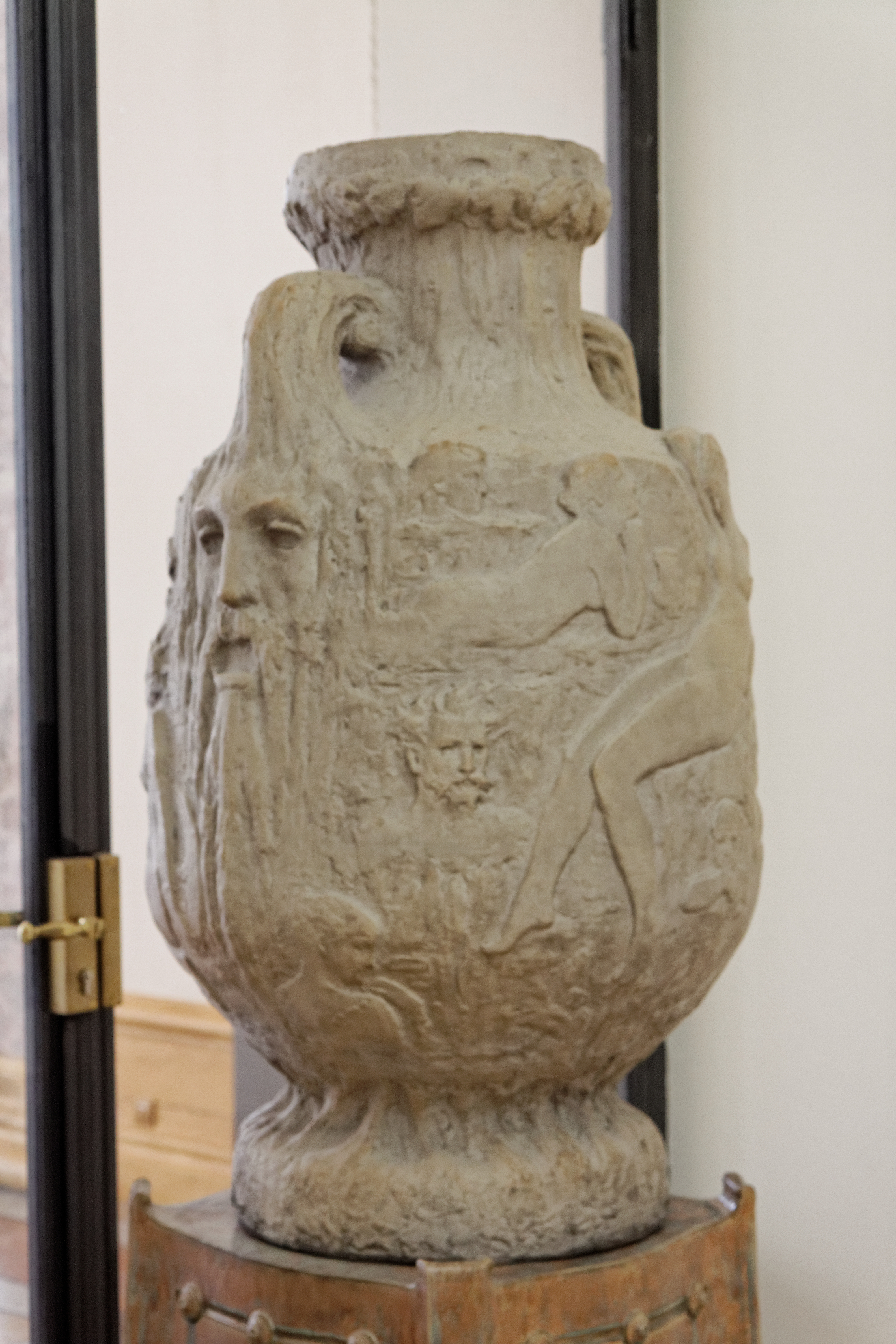
Vaso Les Métaux (1897), gres, Parigi, Petit Palais.
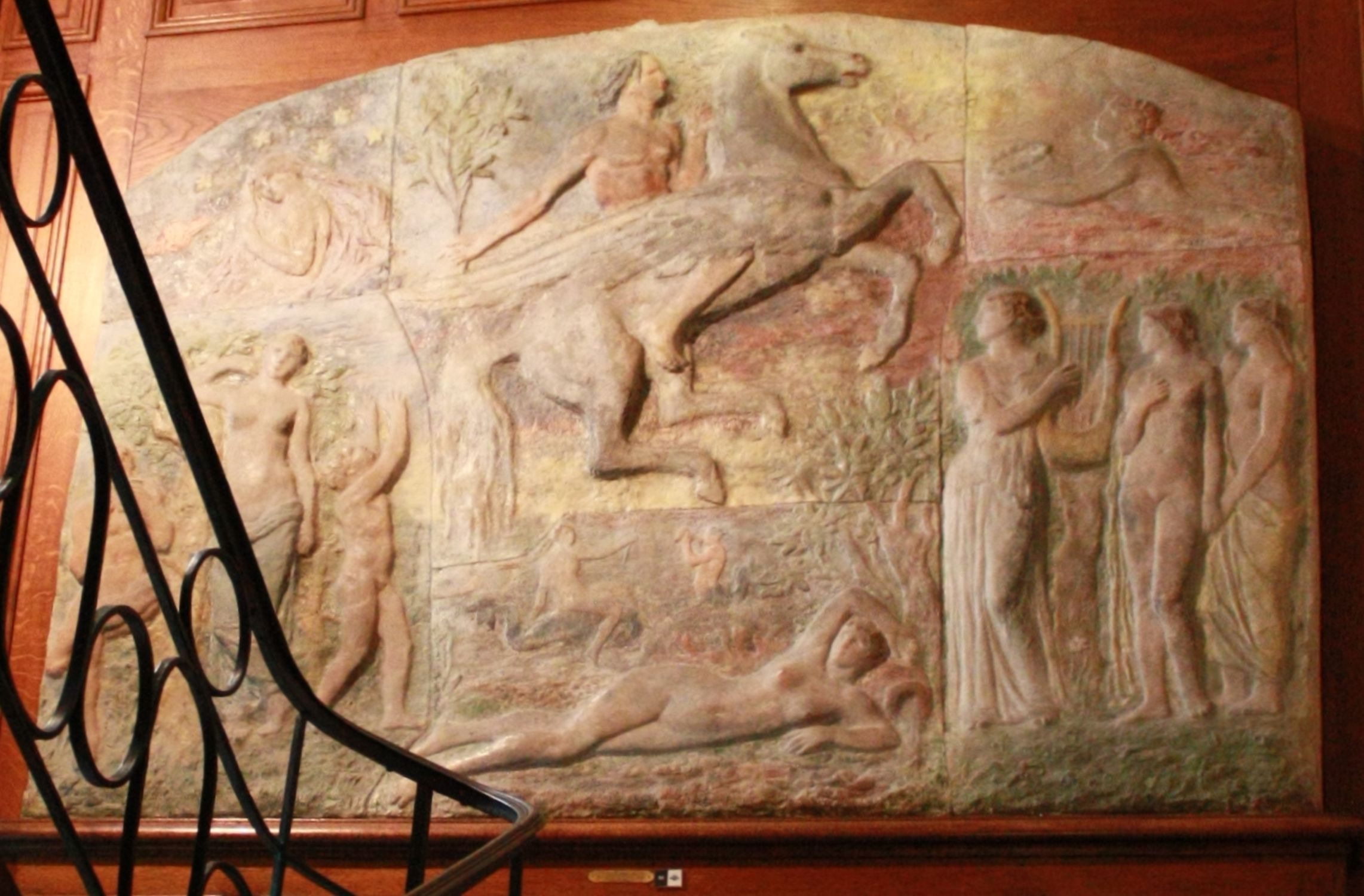
Apothéose de Victor Hugo (1902-1905), vetro fuso, Parigi, casa di Victor Hugo.
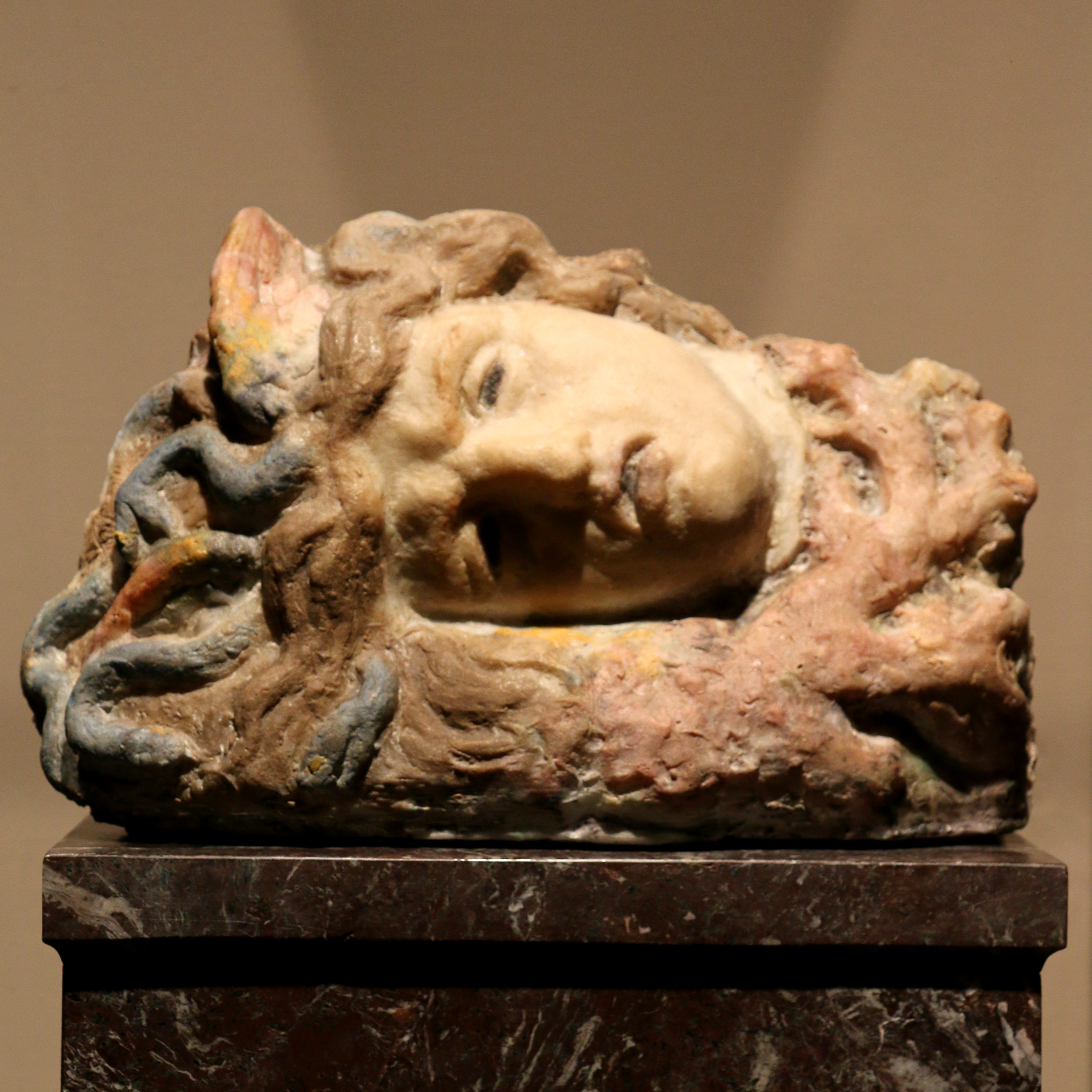
Gorgone (1904), vetro fuso, Bruxelles, Musées royaux des beaux-arts de Belgique.